# Ашерсон, Нил

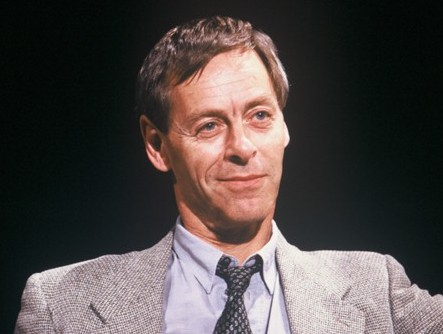

Нил Ашерсон (англ. Neal Ascherson; род. 5 октября 1932, Эдинбург) — британский (шотландский) журналист.
Изучал историю в Итоне и Кембридже; по словам знаменитого историка Эрика Хобсбаума, Ашерсон «был, возможно, самым блестящим студентом из всех, кому я когда-либо преподавал». Однако по завершении образования Ашерсон отказался от академической карьеры и стал журналистом. Наиболее длительным и плодотворным было его сотрудничество с еженедельной газетой «Обсервер» (1960—1990). С конца 1990-х годов он часто выступает с книжными рецензиями в «London Review of Books».
Ашерсон считается крупным специалистом по России и Восточной Европе. Ему принадлежат, в частности, две книги о политических событиях 1980-х годов в Польше — «Польский август» (англ. The Polish August; 1981) и «Битвы за Польшу» (англ. The Struggles For Poland; 1987) — и множество статей о политике России, Украины, Грузии, других стран.
Ашерсон также опубликовал несколько книг историко-культурологической эссеистики, в том числе книгу о Чёрном море (англ. The Black Sea; 1995) и сборник очерков о своей родной Шотландии «Голоса камней» (англ. Stone Voices; 2002). Кроме того, ему принадлежит вдумчивая биография бельгийского короля Леопольда II «Король Инкорпорейтед» (англ. The King Incorporated; 1963) и ряд других сочинений.